# Кило (Ен)
Кило (фр. Culoz) је насељено место у Француској у региону Рона-Алпи, у департману Ен (Рона-Алпи).
По подацима из 2011. године у општини је живело 2924 становника, а густина насељености је износила 151,03 становника/km².

## Демографија
| 1962. | 1968. | 1975. | 1982. | 1990. | 2011. |
| ----- | ----- | ----- | ----- | ----- | ----- |
| 2.317 | 2.412 | 2.523 | 2.630 | 2.639 | 2.924 |